# NGC 6358
NGC 6358 este o galaxie situată în constelația Dragonul. A fost descoperită în 2 mai 1887 de către Lewis A. Swift. Se află la o distanță de 130,63 de megaparseci de Pământ.